# Jan Fila
Jan Fila (* 24. ledna 1982 Praha) je český hudební skladatel, aranžér, chrámový varhaník, hudební vědec a pedagog.

## Život a studia
Studoval na Arcibiskupském gymnáziu v Praze a ve stejné době byl též soukromým žákem skladatele a muzikologa doc. Jiřího Válka, u něhož se vzdělával v základech kompozice a hudební vědy. Po maturitě byl v roce 2002 přijat na Pražskou konzervatoř, kde roku 2008 absolvoval u Jiřího Gemrota kantátou Stabat Mater pro sóla, smíšený sbor, varhany a symfonický orchestr. Po několikaletém studiu hudební vědy na Filozofické fakultě Karlovy univerzity byl mezi roky 2011 a 2015 žákem v kompoziční třídě prof. Václava Riedlbaucha na pražské HAMU.
Zejména v letech 2007–2011 se věnoval hudební kritice. Množství článků publikoval v dnes již zaniklé kulturní revue A tempo revue, časopisu Harmonie a v poslední době na OperaPlus.cz. V současnosti se věnuje popularizaci nahrávek české a slovenské moderní hudby na YouTube.
Ve své tvorbě se Fila pohybuje v oblasti klasické hudby, jakož i aranží a elektroakustické hudby. Vedle toho v minulosti vyučoval odbornou hudební teorii na Mezinárodní konzervatoři Praha a v současnosti hru na klavír na ZUŠ Folklorika v Praze, kde od roku 2023 přijal také funkci zástupce ředitele.
Je též varhaníkem v kostele sv. Václava v pražských Dejvicích, kde působí již od roku 1996 a častým hostem v kostele Panny Marie Královny míru v Praze 4 - Lhotce. Kromě toho se také na profesionální úrovni věnuje sborovému zpěvu. Od podzimu 2024 je sbormistrem lhoteckého chrámového sboru. 

## Dílo

### Jevištní dílo
- Stalo se Slovo. Scénické oratorium (2012–2014) na libreto P. Petra Beneše CSsR inspirované středověkými pašijovými hrami pro sóla, recitátory, sbor, varhany, symfonický orchestr a multikánalovou elektroniku (recenze zde)

### Orchestrální díla
- Stabat Mater. Kantáta pro sóla, smíšený sbor, varhany a symfonický orchestr (2007)
- Vox clamatis (2009). Kantáta pro tenor, smíšený sbor, smyčcový orchestr a tympány na slova 40. kapitoly z Knihy proroka Izaiáše
- Veni Creator Spiritus (2009–2010). Kantáta pro smíšený sbor, varhany a orchestr – na objednávku Constantina Kinského slavnostní mši celosvětového srazu rodiny Kinských ve Žďáru nad Sázavou
- Improperia (2011, 2014–2015) pro varhany, žestě, smyčce a bicí nástroje
- Hymnus (2017-19) pro dechový symfonický orchestr
- Beatus vir (2020) pro smíšený sbor, hoboj, smyčce a varhany na text Žalmu 111
- Hymnus ad Beatum Odorico de Pordenone (2022) pro smíšený sbor, varhany a malý orchestr k poctě blahoslaveného Odorika z Pordenone, existuje i ve verzi v esperantu
- Transitus (2024) pro smyčcový orchestr

### Komorní a sólové skladby
- Trakllieder (2008-9) pro vysoký hlas a čtyři hráče na verše Georga Trakla
- Partita (2011) pro hoboj a cembalo
- Odae (2012) pro pět baterií bicích nástrojů
- Dva výjevy z Apokalypsy (2012-13) pro varhany sólo
- Panova flétna (2014) pro sólovou flétnu
- Čtyři chorálové fantazie (2014) pro varhany sólo na témata gregoriánského chorálu
- Praotcové - Avot (2015) pro varhany sólo na židovský chorál, psané na objednávku synagogy v Jeruzalémské
- Tři obrazy (2016) pro housle a klavír věnované René Kubelíkovi a Patrizziu Mazzolovi.
- Z temnoty světlo (2016) pro klarinet sólo
- Dobrú noc, má milá (2017) pro housle a klavír
- Lumen gentium (2017-18) pro varhany sólo
- Pod Jestřábí horou (2018-19) pro klarinet, housle a klavír k poctě Leoše Janáčka
- Variace na lidovou píseň Ach, synku, synku (2018-20) pro klarinet a klavír
- Akvarel (2018-20) pro hoboj sólo
- Vitráže (2019-20) pro varhany sólo
- Podzimní rapsodie (2020-2021) pro klarinet a klavír[6]

### Sborové skladby
- Miserere (2009) pro dva smíšené sbory a capella in memoriam Mons. Jan Machač
- Dvě písně na texty východomoravské lidové poesie (2011) pro smíšený sbor a capella
- David (2011-12). Kantáta pro dva smíšené sbory a harfu na biblické texty v hebrejském originále.
- Psalmi animi anxii (2014) pro smíšený sbor a varhany
- Modlitba Páně (2015-17) pro smíšený sbor a capella
- Missa bohemica (2020) pro scholu nebo smíšený sbor a varhany
- Ave maris stella (2024) pro smíšený sbor a ansámbl staré hudby

### Elektroakustické skladby
- Trans-pianoforte (2012). Sterereofonní elektroakustická kompozice
- Slzy bran (2013). Osmikanálová elektroakustická kompozice, získala čestné uznání v soutěži Musica Nova 2013
- Sladkovodní hudba (2013-14). Quadrofonní elektroakustická kompozice
- Polibek smrti (2013-14). Quadrofonní elektroakustická kompozice
- Svobodu? Svobodu! (2014). Sterereofonní elektroakustická kompozice
- De terra apicularum (2014). Sterereofonní elektroakustická kompozice
- Městské etudy (2014-15). Volný cyklus stereofonních elektroakustických kompozic inspirovaný díly Pierre Henryho
  - Metro Budapest - az ajtók záródnak
  - Metro Berlin
  - Stuttgart Degerloch / Zacke
  - Berlínské ulice
  - Stuttgart Rotebühlplatz
  - Zvuková pohlednice z rezidenční čtvrti Praha 6 - Dejvice
- Sen kouzelné Mozartovy flétny (2016). Pluderphonia

### Užitá hudba
- Primátor Dittrich (2005). Hudba k nezávislému, nekomerčnímu filmu Martina Maška

- Skála z písku (2013-2014). Hudba k filmu Ondřeje Javory

Recenze Filových děl a vystoupení přinesly např. Schweizer Musikzeitung, hudební A tempo Revue, Hudební rozhledy a další.